# Germanes Nooran
Les germanes Nooran són dues cantants sufís de la nissaga Sham Chaurasia de l'estil musical de qawwali: les dues germanes, Sultana (1992) i Jyoti (1994), aprengueren música índia de son pare, Ustad Gulshan Mir, fill d'una destacada cantant sufí en la dècada de 1970, Bibi Nooran.
Després de donar-se a conèixer en el programa de televisió Sound Trippin' de la MTV índia amb la cançó Tung tung,
d'ençà les germanes han cantat en pel·lícules de Bollywood com Highway, Sultan, Mirzya Dangal o Jab Harry conegué Sejal i han guanyat diversos premis a l'Índia,
entre els quals el de millor cançó dels International Indian Film Awards o millors artistes revelació dels Mirchi Music Awards de 2015.
El seu repertori inclou peces tradicionals com Allah hu o Dama dam mast qalanda,
a més de cançons de les pel·lícules o el seu èxit Tung-tung.
Les Nooran canten acompanyades per un harmònium i quatre percussionistes, a més d'un bateria, un baixiste i un guitarriste elèctrics, però la principal atracció dels concerts és la germana menor:
| « | Jyoti Nooran té una veu potent i melodiosa que, junt amb el seu do per a la improvisació i el control impetuós que té del grup, fan que siga una intèrpret certament magnètica. | » |

El 2 d'agost de 2014, Jyoti es casà amb Kunal Passi contra la voluntat dels seus pares, que sostenien que, segons el seu certificat de naixement, la seua filla era menor d'edat i, per tant, no es podia emancipar; el 5 d'agost, la parella es mudà a un centre de protecció de Chandigar per por a represàlies; tres mesos després, un jutjat els donà permís per a anar-se'n a viure a Phillaur i els pares acceptaren el veredicte, encara que els demanaven viure a Jalandhar per a no entorpir la carrera musical de les dues germanes; el jutge resolgué que eren lliures de viure on volgueren, que això no era impediment per a anar d'un lloc a l'altre per mor del treball i, a més, els atorgà vigilància per a protegir-los de possibles amenaces.
D'ençà, el fill de Jyoti les acompanya de gira.